# طارق سليمان (حارس مرمى)
طارق سليمان لاعب كرة قدم مصري سابق في مركز حراسة المرمى ومدرب حراس مرمى حاليًا ، من ناشئي ناديي الزعفران والأهلي، ويعمل حاليًا كمدرب حراس المرمى بالنادي الأهلي.

## مسيرته الكروية

### بداياته
بدايته مع كرة القدم كانت في سن العاشرة في الحامول بكفر الشيخ حيث نادي الزعفران الذي كان يلعب بالدرجة الثالثة والذي تولّى مهمة حراسة مرمى فريقه حتى الثانية عشر ، وانتقل بعدها إلى النادي الأهلي في نهاية الثمانينيات.

### الزعفران
كانت رحلة جيدة وللعلم كنت يشارك دائمًا في الفرق السنية التي تسبقه في العمر خاصة أنه كنت يمتاز بطول بارع وقوة جسمانية دفعت المدربين لتصعيده دائمًا للعب في الفرق السنية الأكبر من عمره الحقيقي وأكبر دليل على ذلك أنه كنت يشارك مع منتخب مصر 16 سنة رغم أن عمره كان 13 عامًا.

### الأهلي
انتقاله إلى النادي الأهلي شهد مفارقة غريبة جدًّا خاصة أنه كنت مرشحًا في البداية للانضمام إلى نادي الزمالك ؛ ففي عام 1985 حضر حلمي طولان مدرب فريق الزمالك 20 عامًا لخوض مباراة ودية أمام فريق الزعفران الذي كنت يتولّى حراسة مرماه ، وللأسف لم يكن يشارك في تلك المباراة ولكن طولان شاهده وأشاد بإمكانياتي البدنية والطولية وعلى الفور طالب بضمه إلى الزمالك مقابل 25 ألف جنيه ، وتم نشر الخبر في اليوم التالي في الصحف القومية ، وبالطبع كان أمرًا جيدًا أن يسعى الزمالك للتعاقد مع حارس الزعفران أحد أندية الدرجة الثالثة مقابل 25 ألف جنيه هذا الرقم الضخم وقتها.

فور نشر خبر رغبة الزمالك في التعاقد معه شاهد الخبر مصطفى حسين (أبو الناشئين) ومكتشف الأشبال في النادي الأهلي وعرض على مسئولي القلعة الحمراء استضافة فريق الزعفران الذي يلعب بين صفوفه لمتابعته على الطبيعة في مباراة ودية أمام فريق الأهلي وهو ما حدث بالفعل ، وشارك في المباراة الودية ، وكانت دعوة الأهلي وقتها لفريق الزعفران كانت تشمل حصول كل لاعب على «مصروف جيب» 10 جنيه ووجبة غداء داخل النادي الأهلي وحضر مجلس إدارة نادي الزعفران بالكامل اللقاء الذي قام بالتوقيع بعده مباشرة على عقود الانتقال إلى النادي الأهلي.

وقع للأهلي بعد تلك المباراة الودية مباشرة مقابل 10 آلاف جنيه بعد خوض الأهلي لمباراتين وديتين مع الزعفران بكفر الشيخ لفريق 18 سنة المطعم ببعض نجوم الفريق الأول من الأهلي ، وكانت بداياته مع فرق الناشئين بالنادي الأهلي بمشاركته في العديد من البطولات وحسم الكثير منها مع فرق الناشئين بالنادي الأهلي كما أنه حقق انتشارًا واسعًا مع جميع منتخبات الناشئين وقتها وانضم لمنتخب مصر 16 سنة الذي كان يقوده الراحل طه بصري ، ولكنه تعرض للإصابة ولم يشارك في مونديال الشباب بكندا رغم مشاركته في مباراة العودة أمام الجزائر في المباراة المؤهلة للمونديال بعد إصابة باسم خيرت الحارس الأساسي.

وكانت أول مباراة رسمية له مع الفريق الأول أمام فريق السكة الحديد وكان يقود الأهلي وقتها الكابتن محمود السايس وكانت تقريبًا في دور الـ 32 الذي كان يتم الدفع به في الأهلي باللاعبين غير الدوليين ونفس الأمر بالنسبة لدور الـ 16 ، وانتهى اللقاء بالتعادل الإيجابي بهدف لكلٍّ منهما قبل أن يتم الاحتكام لركلات الجزاء التي تمكن خلالها من صد ركلتي جزاء ، كما أنه كان احتياطيًا لأحمد شوبير في البطولة العربية التي أقيمت بمصر بمشاركة المريخ السوداني واتحاد جدة السعودي.

### المقاولون العرب
في موسم 1993 حيث كان الأهلي يضم بين صفوفه العديد من حراس المرمى وهم أحمد شوبير وخالد الضبع إلى جانب الأفريقي ليسوتو الذي تم التعاقد معه ، وعلى الفور قرر الرحيل عن النادي وكان معه خالد مصطفى الذي انتقل معه إلى صفوف المقاولون ولكنه لم يستمر سوى 7 شهور بسبب بعض الخلافات مع مسئولي المقاولون.

كانت رحلته مع المقاولون موفقة جدًّا ومرَّ خلالها بسنوات ناجحة ، وإذا كان يتحدث دائمًا عن أن الأهلي بيته فإن المقاولون العرب لا يقل أهمية على الإطلاق عن النادي الأهلي ؛ حيث قضى بين صفوفه 12 عامًا حقق خلالها 4 بطولات ، وللعلم كان إنجازًا كبيرًا أن يحقق نادٍ بخلاف الأهلي والزمالك ناديي العاصمة الفوز ببطولة وسط هذه المنافسة من القطبين.

ولكن كانت البداية صعبة جدًّا نظرًا لتواجد الحارس الأساسي أحمد صابر إلى جانب ممدوح إبراهيم وقتها ، وبمرور الوقت كان يشارك مثلًا في 11 مباراة من أصل 26 مباراة حتى حصل على فرصته بعد ذلك ، وأصبح الحارس الأساسي لمدة 5 مواسم كاملة حقق خلالها 4 بطولات خلال 12 عامًا خاض خلالها 256 مباراة بقميص المقاولون.

وتلقى عرضًا من أحد الأندية التركية مع لاعب الإسماعيلي محمد صلاح أبو جريشة للمعايشة بصفوفه لمدة أسبوع ، ولكن مسئولي المقاولون رفضوا منحه جواز السفر بسبب رفضهم احترافه رغم أنه قام بالتجديد وقتها ولو كان نجح وقتها في الحصول على جواز السفر لسافر مباشرة لخوض التجربة ولكن الموضوع انتهى.

ويعتبر مباراة المقاولون والفتح المغربي في بطولة أبطال الكئوس الأفريقية موسم 1995 بالمغرب هي المباراة التي لم ينسها في مسيرته الكروية ، والتي نجح المقاولون خلالها في الفوز بهدف نظيف وقدم خلالها أداءً طيبًا للغاية.

#### إنجازاته مع المقاولون
خلال 12 عامًا مع نادي المقاولون العرب حقق 4 بطولات على المستوى المحلي والقاري هي:
- كأس الكؤوس الأفريقية: 1996
- كأس مصر لكرة القدم: 1990 ، 1994–1995
- كأس السوبر المصري: 2004

### أسمنت أسيوط
وانتقل بعدها إلى نادي إسمنت أسيوط الذي شارك معه لمدة موسم كامل يرى أنه من أفضل مواسمه الكروية خاصة أنه تألق وقتها في سن الـ 34 عامًا.

### بترول أسيوط
وبعد موسم لن ينساه قدم خلاله أداءً مبهرًا يعتبر امتدادًا لمسيرته الناجحة مع المقاولون ، اختتم مشواره الكروي بنادي بترول أسيوط الذي لم يستمر فيه طويلًا بسبب الإصابة.

### مع المنتخب الوطني
انضم لمنتخب مصر 16 سنة الذي كان يقوده الراحل طه بصري ، ولكنه تعرض للإصابة ولم يشارك في مونديال الشباب بكندا ، ولكن انضمام أي حارس مرمى للمنتخب الوطني الأول من خارج القطبين الأهلي والزمالك كان أمرًا صعبًا جدًّا ، وحتى عندما انضم للمنتخب خلال قيادة محمود الجوهري للمنتخب ومحسن صالح لم يكن يشارك بشكل أساسي في ظل وجود الثنائي نادر السيد وعصام الحضري ، وكان حارسًا ثالثًا.

### مدربيه
العديد من المدربين تركوا بصمة في مسيرته الكروية ولكنه لم ينسى فضل ماجد مصطفى وعادل طعيمة وعادل عبد الصمد وعبد الرحيم حسن وشوقي عبد الشافي ومصطفى عصمت ، وعلى مستوى مدربي حراس المرمي بالطبع إبراهيم رياض الذي كانت له بصمة واضحة ومؤثرة على مسيرته.

## مسيرته التدريبية
البداية كانت مع أكاديمية النادي الأهلي التي عمل بها لمدة سنة ، وبعدها انتقل للعمل في قطاع الناشئين وبعد ذلك جاء ترشيحه للعمل مع الكابتن حسام البدري خلال تجربته مع المريخ السوداني ، وكان ترشيحه من خلال محمد رمضان نجم الأهلي السابق وعماد النحاس مدافع الفريق الأسبق الذي قام بترشيحه لحسام البدري بعد اعتذار أحمد ناجي عن العمل معه في السودان ، ووقتها أجرى اتصالًا هاتفيًّا بالبدري وتم الاتفاق على بقائه في مصر لحضور فريق المريخ لخوض معسكر بالقاهرة ، وبالفعل انضم لجهاز البدري في المريخ السوداني وحقق معه بطولة الدوري السوداني للمريخ الذي عاد لحصد البطولة بعد عدة أعوام من هيمنة فريق الهلال السوداني على الدوري.

وبعد إنهاء رحلة المريخ السوداني عاد البدري وكان معه وأحمد أيوب إلى مصر لقيادة فريق إنبي الذي كان يعاني كثيرًا في الدوري ، وكان قريبًا جدًّا من الهبوط حيث كان يمتلك تقريبًا وقتها 4 نقاط فقط ، ونجحوا في عدة مباريات في حصد 18 نقطة للفريق وأنقذوه من الهبوط ، وبعدها جاء انتقاله للنادي الأهلي للعمل بالجهاز الفني للفريق الأول بصحبة البدري في قيادته الثانية للفريق.

وبعد رحيل حسام البدري تحدث مع الكابتن هادي خشبة مدير قطاع الكرة وسيد عبد الحفيظ مدير الكرة وقتها وطُلب الحصول على خدماته وأحمد أيوب المدرب العام ، ولكن في حالة عدم الحاجة إلى جهودهما داخل النادي الأهلي ، ولكن مسئولو الأهلي تمسكوا باستمرارهما بعد الحصول على موافقة محمد يوسف الذي خلف البدري في قيادة الفريق حيث طالب يوسف باستمراره وأيوب في الجهاز الفني الجديد ومن ثم لم يستطع أن يتأخر عن تلبية رغبة مسئولي الأهلي في الإبقاء عليه.